# Zachary Knighton
Zachary Knighton est un acteur américain né le 25 octobre 1978, à Alexandria, dans l'état de la Virginie, aux États-Unis principalement connu avec le rôle de Dave Rose dans Happy Endings,
Le 16 mars 2018, on apprend qu'il tiendra le rôle de Orville "Rick" Wright dans le reboot de la série Magnum (2018), rôle anciennement joué par Larry Manetti, il joue encore ce rôle en 2023 après 5 saisons.

## Filmographie

### Cinéma
- 2002 : La vie nouvelle : Seymour
- 2007 : Hitcher : Jim Halsey
- 2008 : Surfer, Dude de S.R. Bindler
- 2016 : Jeu trouble (Come and Find Me) : Charlie

### Télévision
- 2001 : Ed : Stephen (saison 1, épisode 13)
- 2001 : New York, police judiciaire : Paul Wyler (saison 11, épisode 15)
- 2004 : New York, unité spéciale : Lukas Ian Croft (saison 5, épisode 16)
- 2005 : Hot Dog Family : Laz Lackerson
- 2005 : Love, Inc. : Brad
- 2006 : Related : Gary
- 2008 : Philadelphia : Random guy (saison 4, épisode 2)
- 2009 : Bones : Chet Newcomb (saison 4, épisode 16)
- 2009 - 2010 : Flashforward : Dr. Bryce Varley
- 2010 : Dr House : Billy (saison 7, épisode 4)
- 2011-2013  : Happy Endings : Dave Rose
- 2015 : Weird Loners : Stosh Lewandoski

- 2016 : L’appât : Morgan Foster (saison 1, épisode 9,10)

- 2017 : Big Bear : Colin
- 2018 : Santa Clarita Diet : Paul
- 2018-2024 : Magnum (Magnum P.I.) : Orville « Rick » Wright
- 2020 : Hawaii 5-0 (Hawaii Five-0) : Orville « Rick » Wright (saison 10 épisode 12)